# Gerry Day
Pour les articles homonymes, voir Day.
Gerry Day (de son nom complet Gerald Lallande Day) est une scénariste américaine, née à Los Angeles le 27 janvier 1922 et décédée le 13 février 2013  dans cette même ville.

## Filmographie

### Cinéma
Scénariste
- 1961 : Une histoire de David (en) (A Story of David)
- 1979 : Le Trou noir
- 1980 : Les Yeux de la forêt (non crédité)

### Télévision
Scénariste
- 1954 : The Secret Storm (en)
- 1956-1957 : Ford Television Theatre (en) (3 épisodes)
- 1960 : Tate (en) (1 épisode)
- 1961 : Le Courrier du désert (2 épisodes)
- 1959-1965 : La Grande Caravane (7 épisodes)
- 1965 : Peyton Place (5 épisodes)
- 1966 : La Grande Vallée (1 épisode)
- 1965-1967 : Laredo (5 épisodes)
- 1967 : Tarzan (1 épisode)
- 1968 : Les Bannis (2 épisodes)
- 1968-1969 : Cent filles à marier (2 épisodes)
- 1969-1970 : Le Virginien (3 épisodes)
- 1970 : Gunsmoke (1 épisode)
- 1969-1971 : Le Grand Chaparral (4 épisodes)
- 1973 : Les Nouvelles Aventures de Perry Mason (2 épisodes)
- 1974 : Un shérif à New York (1 épisode)
- 1975 : The Rookies (1 épisode)
- 1974-1975 : La Petite Maison dans la prairie (4 épisodes)
- 1977 : Barnaby Jones (1 épisode)
- 1977-1978 : Hawaï police d'État (3 épisodes)
- 1982 : Falcon Crest (1 épisode)
- 1986 : Spenser (1 épisode)
- 1986 : Denis la Malice (65 épisodes)
- 1991 : Arabesque (1 épisode)
- 1994 : Columbo (1 épisode)

## Distinctions
Nominations
- Prix Hugo :
  - Meilleur film ou série 1980 (Le Trou noir)
- Saturn Award :
  - Saturn Award du meilleur scénario 1980 (Le Trou noir)